# Callistemon pungens
Callistemon pungens är en myrtenväxtart som beskrevs av Lumley och R.D.Spencer. Callistemon pungens ingår i släktet lampborstar, och familjen myrtenväxter. Inga underarter finns listade i Catalogue of Life.

## Bildgalleri

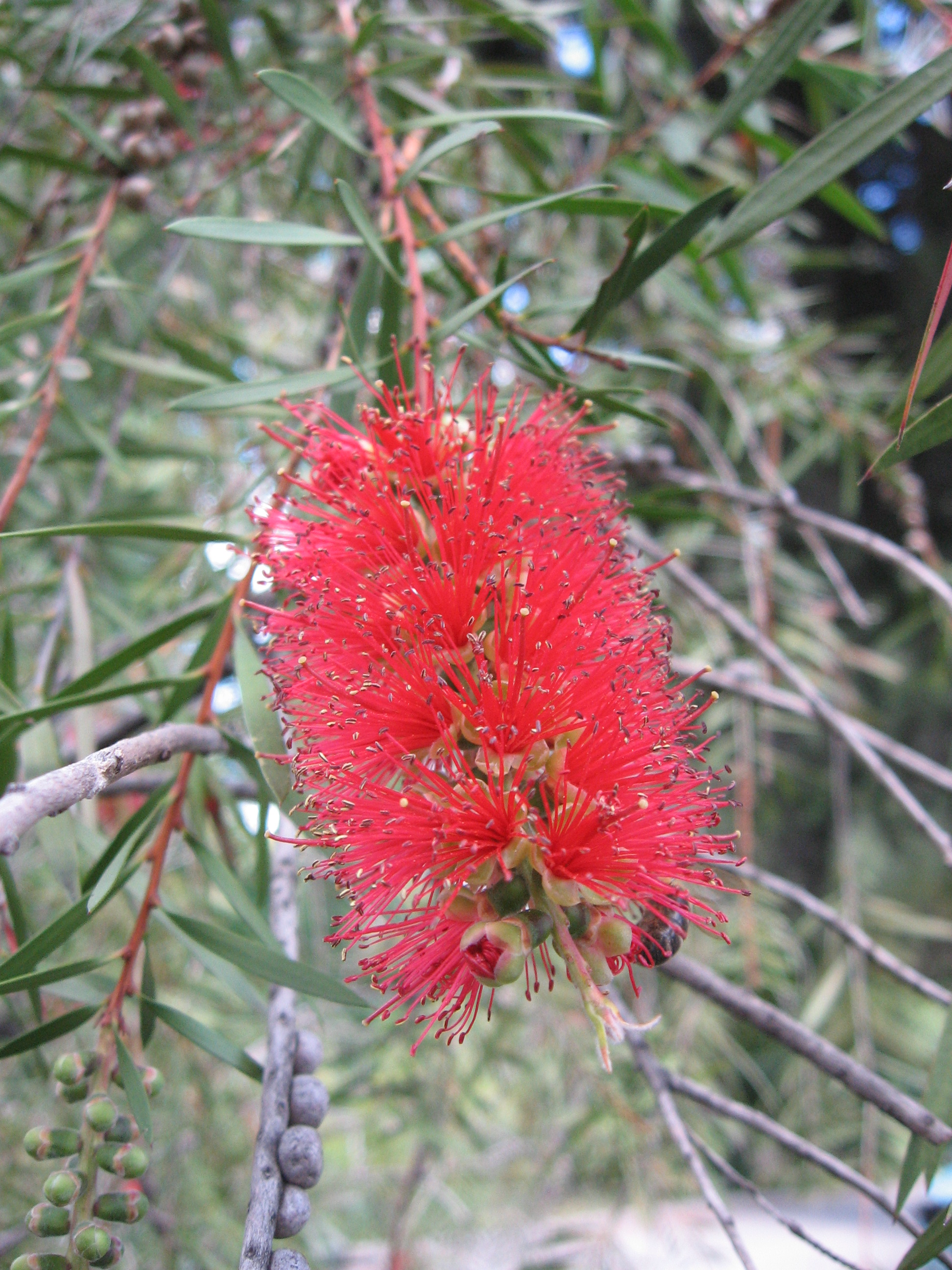